# 데이비드 F. 라이트

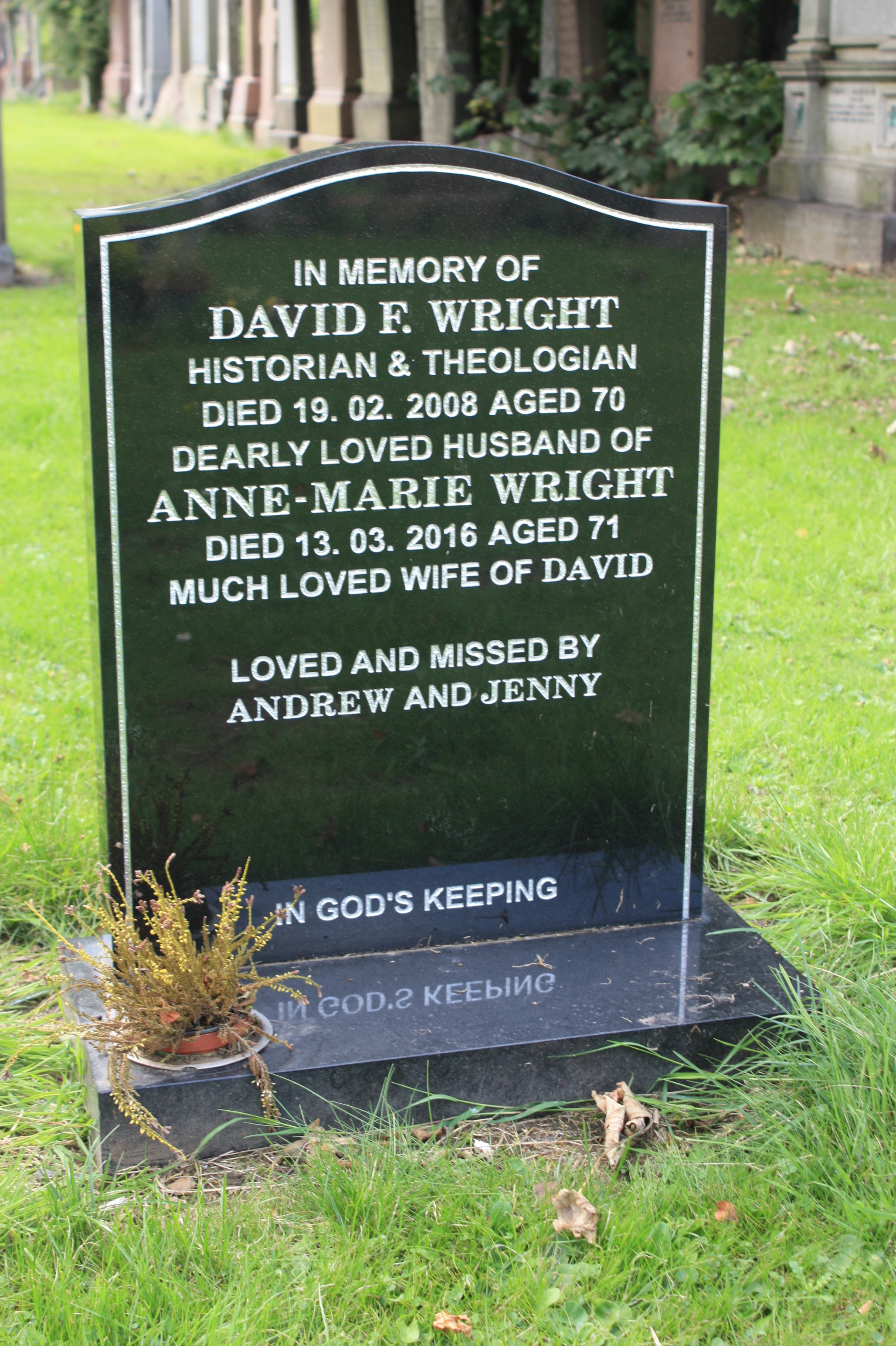
에든버러 그랜 묘지에 있는 데이빗 F. 라이트 비석

데이비드 F. 라이트(David F. Wright, 1937년 10월 2일-2008년 2월 19일)는 영국 출신의 역사가이며 에든버러 대학교 뉴 컬리지에서 50년 동안 교회사와 칼뱅신학을 가르쳤다. 캠브리지 대학교와 옥스퍼드 대학교에서 공부를 하였다. 그는 어거스틴과 세례, 마르틴 부서, 피터 버미글리와 같은 종교개혁가과 그리고 칼뱅에 대한 깊을 연구를 하였다. 세계칼빈학회 회장을 역임하였다. 중요한 신학사전의 편집자였다.

## 저서
- What has Infant Baptism done to Baptism
- Baptism: Three Views
- In Understanding be Men (1968) with T. C. Hammond
- Essays in Evangelical Social Ethics (1980)
- The Bible in Scottish Life and Literature (1988)
- Chosen by God (1989)
- Dictionary of Scottish Church History and Theology (1993)

## 같이 보기
- 개혁신학자